# Valbueno (Guadalajara)
Valbueno (antiguamente Balbueno) es un caserío y finca rústica española situada en el municipio de Cabanillas del Campo (Guadalajara). Limita con las poblaciones de Valdeaveruelo, Villanueva de la Torre, Cabanillas del Campo, Quer y Alovera.

## Historia
Fue siempre un pequeño poblado agrícola. Hasta el siglo XVII perteneció a la jurisdicción de Guadalajara. En el siglo XVII adquirieron la propiedad los monjes jerónimos del monasterio de Lupiana. Ya en el siglo XVIII fue constituido en Villa y señorío jurisdiccional como propiedad del marqués de Balbueno, quien lo adquirió a los monjes. Así se mantuvo hasta la abolición de los señoríos en el siglo XIX. 
El marqués de Balbueno, como señor de la villa, su jurisdicción y vasallaje, se dedicó durante años a ampliar su superficie comprando casas y tierras.
Según consta en el Diccionario de Madoz (pg. 263 del Tomo XV), en 1850 Valbueno tenía 33 casas, ayuntamiento, escuela de instrucción primaria e iglesia parroquial: 

VALBUENO : v. con ayunt. en la prov. y part. jud. de Guadalajara (2 leg.), aud. terr. de Madrid (8), c. g. de Castilla la Nueva, dióc. de Toledo (20): SIT. en un valle, con CLIMA templado y sano. Tiene 33 CASAS, la consistorial, escuela de instrucción primaria a cargo de un maestro, una igl. parr. servida por un cura y un sacristán. Confina el térm . con los de Valdeaberuelo, Villanueva de la Torre, Cabanillas, Quer y Alovera. El TERRENO bañado por dos arroyos es fresco, fuerte y de buena calidad. CAMINOS: los locales, en buen estado. CORREO: se recibe y despacha en Guadalajara. PROD.: cereales, vino, aceite, legumbres y hortalizas, leñas de pasto con las que se mantiene ganado lanar, mular y asnal. IND.: la agrícola. COMERCIO: exportación del sobrante de frutos, e importación de los art. que faltan. POBL.: 27 vec , 113 almas. CAP. PROD.: 488,750 rs. IMP.: 39.100. CONTR.. 2,764 rs.

En 1873 se incorporó al término municipal de Cabanillas del Campo. Deste entonces es finca particular que ha ido pasando por distintas manos. A mediados del siglo XX se instaló en sus cercanías, junto al camino que llevaba a Quer, un aeródromo, del cual hoy queda su pequeña torre de control.

## Demografía
| Gráfica de evolución demográfica de Valbueno entre 1842 y 1860 |
| |
| Población de derecho según los censos de población del INE Población de hecho según los censos de población del INEEntre el censo de 1877 y el anterior, este municipio desaparece porque se integra en el municipio Quer |